# La Storta

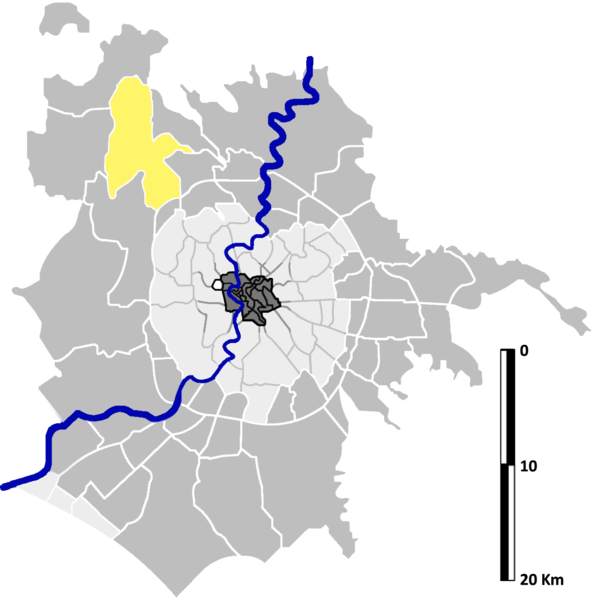
Localisation de La Storta sur la carte administrative de Rome.

La Storta est une zone de Rome située au nord-ouest de Rome dans l'Agro Romano en Italie. Elle est désignée dans la nomenclature administrative par Z.LI et fait partie du municipio XV. Sa population est de 20 396 habitants répartis sur une superficie de 46,67 km2.
Il forme également une « zone urbanistique » désigné par le code 20.h, qui compte en 2010 : 20 570 habitants.

## Histoire

### Moyen Âge
L'origine du nom de la zone (La Storta signifiant « la Tordue ») proviendrait de la courbe de la via Cassia au km 17. Depuis le Moyen Âge la localité se trouve sur la via Francigena (la « voie qui vient de France »), itinéraire suivi par les pèlerins français se rendant à Rome. À La Storta se trouvait la première station de poste, au neuvième mile (14 kilomètres) à la sortie de Rome (par la via Cassia). 

Un événement historique notable qui se passa à La Storta est la vision et expérience mystique qu’y eut Ignace de Loyola alors qu’avec Pierre Favre et Diego Lainez il se rendait de Venise à Rome en novembre 1537. Il a confié son expérience à Luis Gonçalves da Camara :

« un jour, à quelques miles de Rome, alors qu’il priait dans une chapelle [identifiée par son compagnon de voyage, Diego Lainez, comme étant celle de La Storta] il [le pèlerin] fit l’expérience d’un tel changement dans son âme, et vit si clairement que Dieu le Père le plaçait avec son Fils qu’il ne pourrait plus douter que Dieu le Père l’ait placé avec son Fils »

La chapelle de La Storta, aujourd’hui dans un quartier très urbanisé et au bord d’une route fort passante, commémore cet événement. Près de cette chapelle se trouvaient les locaux d'un relais poste constituant le premier arrêt à la sortie de Rome (à 14 kilomètres) et dernière halte pour ceux qui se rendaient dans la métropole.

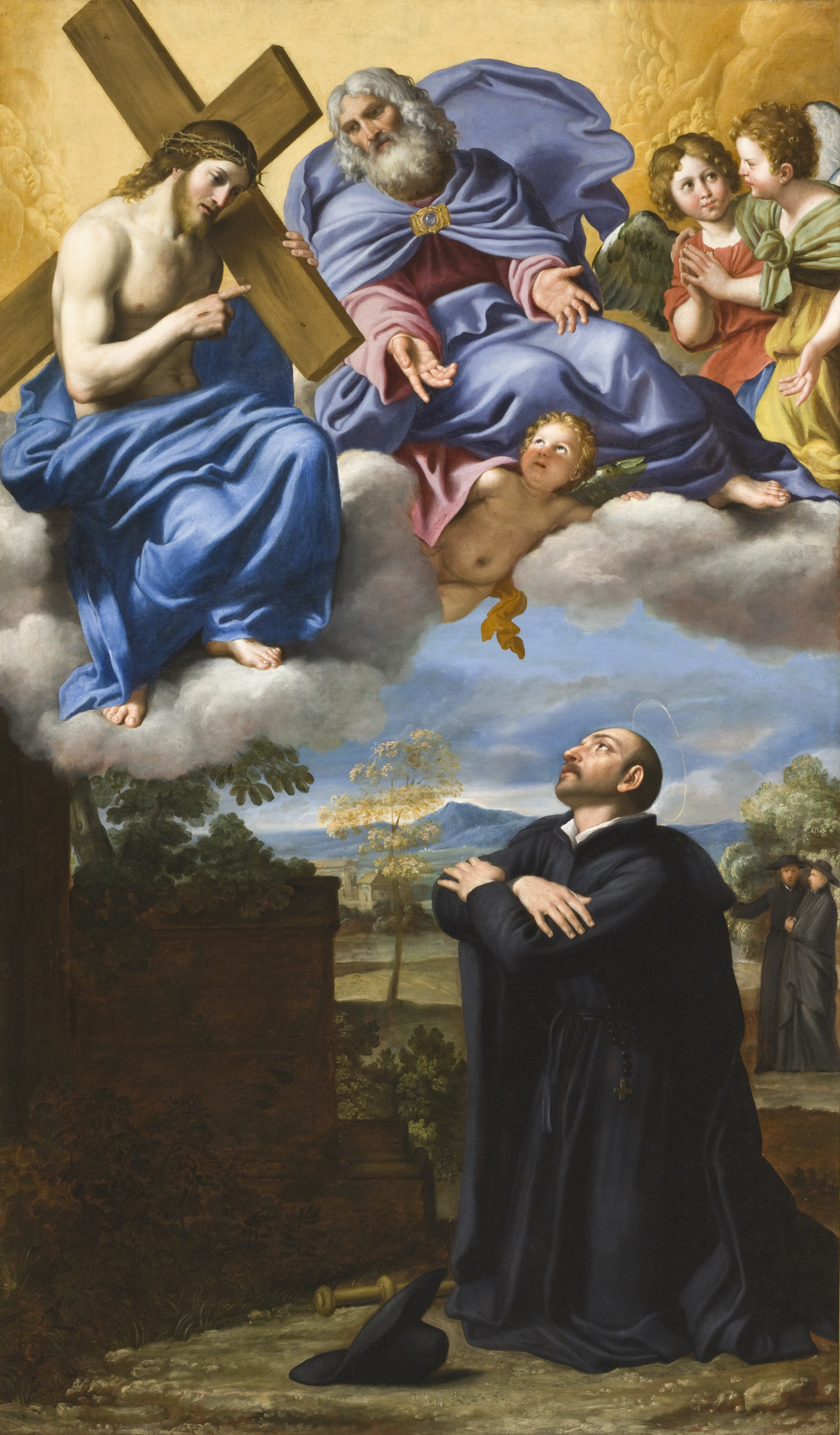
Vision de Saint-Ignace à la Storta par Le Dominiquin.
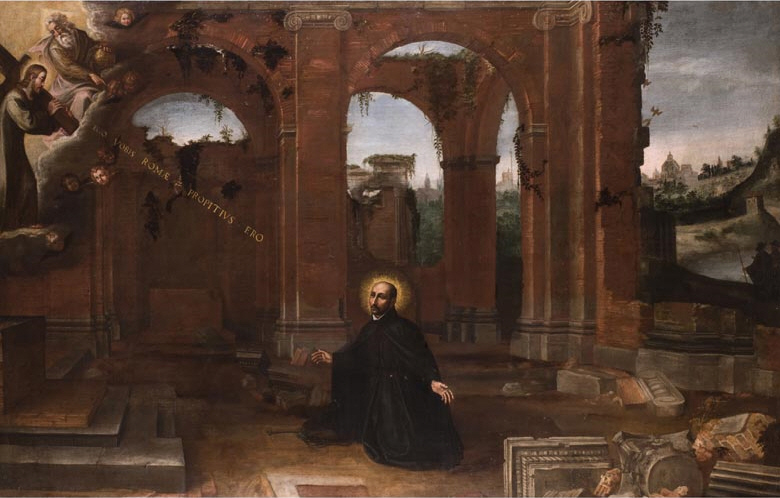
Vision de saint Ignace à La Storta (anonyme du XVIIe siècle.

### Période contemporaine
Le 4 juin 1944, La Storta fut le lieu du « Massacre de La Storta » commis par les troupes nazies en fuite de Rome sur des résistants italiens.

## Lieux particuliers

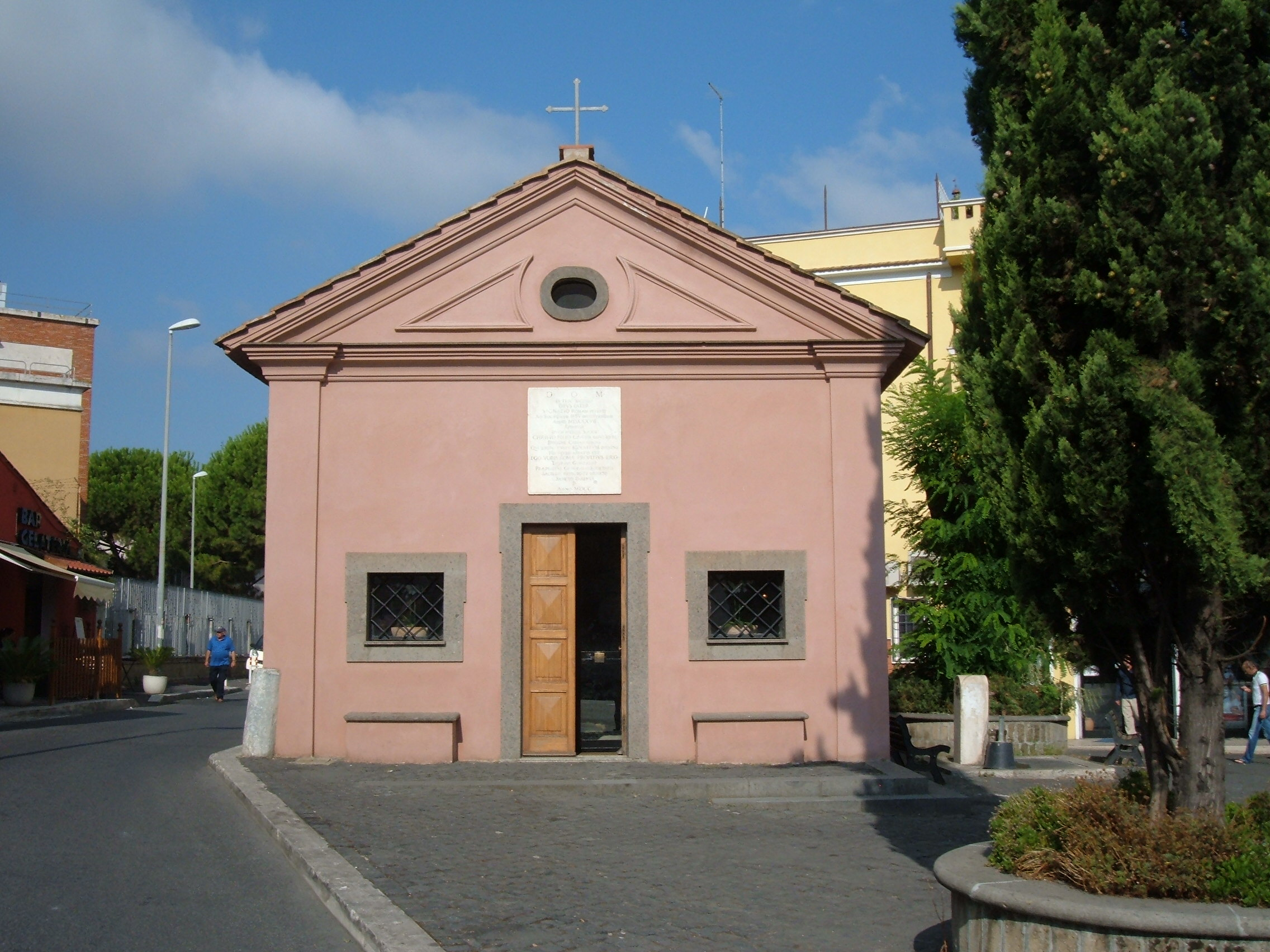
La chapelle Visione di Sant'Ignazio di Loyola, à La Storta.

- Cathédrale Sacri Cuori di Gesù e Maria
- Chapelle Visione di Sant'Ignazio di Loyola
- Début du Parc régional de Véies